# Baryscapus protasis
Baryscapus protasis är en stekelart som beskrevs av Graham 1991. Baryscapus protasis ingår i släktet Baryscapus och familjen finglanssteklar.
Artens utbredningsområde är:
- Frankrike.
- Turkiet.

Inga underarter finns listade.